# Mircea Demetriade
 Mircea Constantin Demetriade  (de asemenea întâlnit ca Demetriad, Dimitriade, Dimitriadi sau Demitriadi) — (n. 2 septembrie 1861 – d. 11 septembrie 1914) a fost poet, dramaturg și actor român, unul dintre primii admiratori și animatori ai mișcării simboliste românești.
Asociat și inspirat de Alexandru Macedonski, Demetriade și-a consolidat primele influențe romantice în jurul revistei Literatorul, a aceluiași Macedonski. Ulterior, prin încorporarea a numeroase elemente din lirica a doi însemnați simboliști francezi, Charles Baudelaire și Arthur Rimbaud, pe care, de altfel, Demetriade îi va traduce în română, ștacheta devenirii simboliste a românului a devenit mult mai ridicată.
Lucrările lui Demetriade, care constau, mai ales, din poezie lirică și drame versificate, având puternice elemente fantastice, au fost incluse adesea în programele timpului la Teatrul Național din București. Oricum, aceste lucrări ale sale nu au trecut proba timpului, fiind considerate de criticii și istoricii ulteriori ai literaturii române ca fiind de importanță minoră.
Alături de a fi un pionier al simbolismului din România, Demetriade este afiliat cu grupul socialist al lui Constantin Dobrogeanu-Gherea și al lui Constantin Mille, fiind, de asemenea, un promotor local al masoneriei în România. 
În decursul anilor 1880, Mircea Demetriade a avut o prietenie literară cu scriitorii Vasile Alecsandri și Bonifaciu Florescu, editând revista literară Analele literare, în ale cărei pagini se regăseau un simbolism activist împletit armonios cu un nivel ridicat de erudiție literară.
În tot timpul vieții sale active literare, Demetriade a participat la varii intreprinderi literare, dintre care se pot menționa Societatea scriitorilor agregată în jurul cercului literar al Cafenelei Kübler, respectiv participarea sa foarte regulată și ordonată la salonul literar al lui Alexandru Macedonski.

## Biografie
Născut în Oltenia într-o familie actoricească, deși ar fi putut continua cu ușurință tradiția, Demetriade a renunțat în mare măsură la o carieră similară pentru a deveni scriitor boem.

## Biografii, cărți de referință
- Constantin Bacalbașa, 
  - Bucureștii de altădată. Vol. II: 1885 — 1901, București, Editura Ziarului Universul, 1928;
  - Bucureștii de altă dată. Vol. IV: 1910 — 1914, Editura Ziarului Universul, 1936;
- George Călinescu, Istoria literaturii române de la origini pînă în prezent, București, Editura Minerva, 1986;
- George Costescu, Bucureștii Vechiului Regat. Cu numeroase reproduceri fotografice documentare și două planșe cu peste 200 de portrete caricaturale ale oamenilor timpului, București, Editura Universul, 1944;  OCLC 606183567
- Mihail Cruceanu, De vorbă cu trecutul..., București, Editura Minerva, 1973;  OCLC 82865987
- N. Davidescu, Din poezia noastră parnasiană. Antologie critică, București, Editura Fundațiilor Regale, 1943;  OCLC 162749007
- Nicolae Iorga, Istoria literaturii românești contemporane. II: În căutarea fondului (1890–1934), București, Editura Adevărul, 1934.
- Adrian Marino, Literatorul și revistele anexă, în Șerban Cioculescu, Ovidiu Papadima, Alexandru Piru (editori), Istoria literaturii române. III: Epoca marilor clasici, pp. 507–524, București, Editura Academiei, 1973;
- Ioan Massoff, Istoria Teatrului Național din București: 1877—1937, București, Editura Librăriei Leon Alcaly;
- Constantin Titel Petrescu, Socialismul în România între 1835 – 6 septembrie 1940, București, Editura Dacia Traiana;
- Mihail Straje, Dicționar de pseudonime, anonime, anagrame, astronime, criptonime ale scriitorilor și publiciștilor români, București, Editura Minerva, 1973.  OCLC 8994172

Format:Simbolism